# Bright Brussels

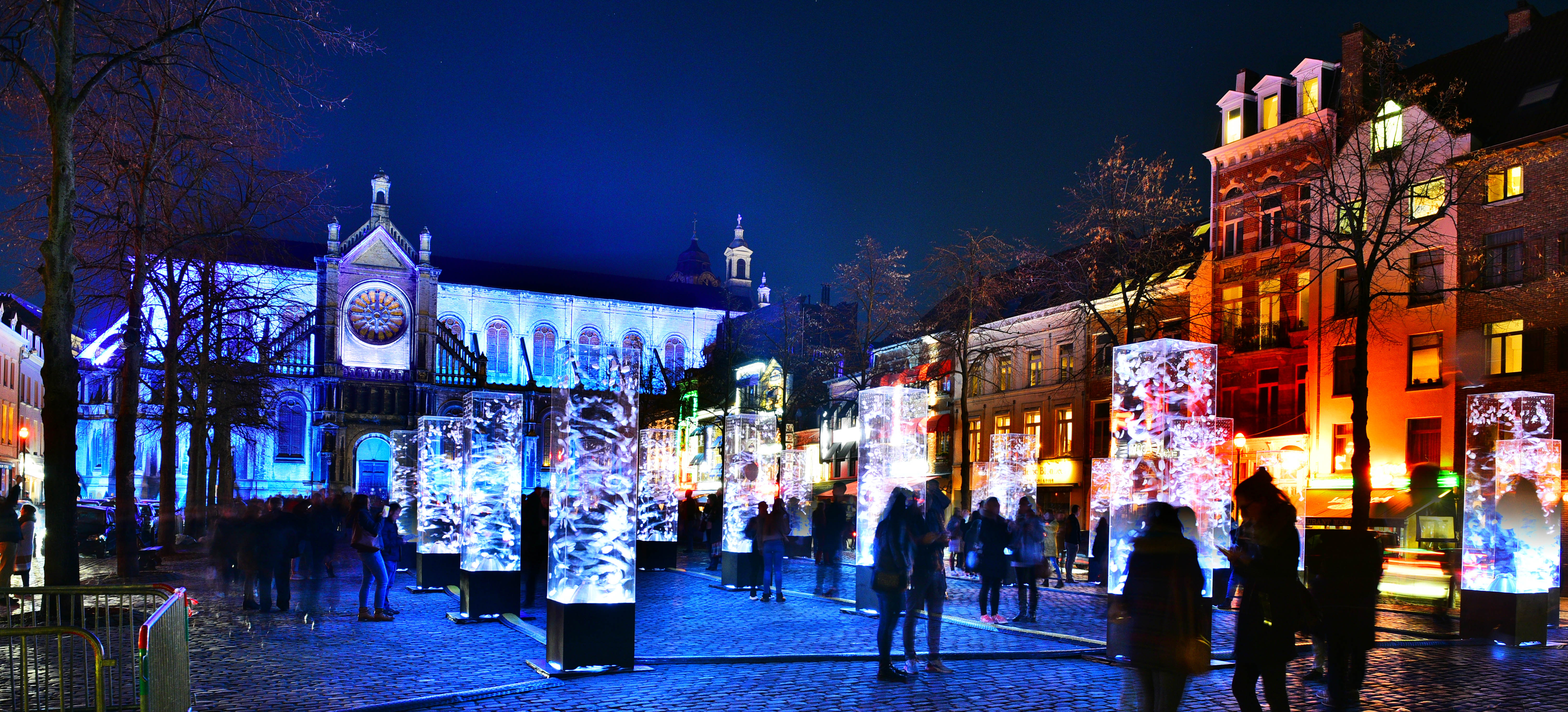
Bright Brussels

Bright Brussels is een lichtfestival in de Belgische stad Brussel. Bright Brussels is een initiatief van Brussels minister van Mobiliteit en Openbare Werken Pascal Smet en de Brussels minister-president Rudi Vervoort.

## Geschiedenis

### 2013
De eerste editie van Bright Brussels, toen onder de naam "Brussels Light Festival", dateert uit 2013 en vond plaats op de Akenkaai in Brussel. De bedoeling van het Brussels Gewest was om er een terugkerend evenement van te maken aangezien het meteen populair was. De lichtinstallaties en kunstwerken tussen Sainctelette en het Redersplein kregen vanaf de eerste editie al aandacht van het volk.
Het festival kreeg pas in 2015 een vervolg.

### 2015
Het lichtfestival werd in 2015 voor de tweede keer georganiseerd onder de naam "Bright Brussels Winter". Het was de eerste editie van Bright Brussels Winter in december. In 2015 zette het festival met verschillende lichtinstallaties de Kleine Ring van Brussel in de kijker. Er was een lichtbrug over het kanaal aan de Vlaamsepoort en verschillende tunnels die elke dag worden gebruikt door voertuigen, voetgangers en fietsers werden opgelicht. Het ging om negen lichtinstallaties van internationale kunstenaars. Het parcours werd volledig afgebakend met de hulp van videomappings.
Minister van Openbare Werken Pascal Smet en Brussels minister-president Rudi Vervoort beslisten in 2015 om er een tweejaarlijks evenement van te maken.

### 2016-2017

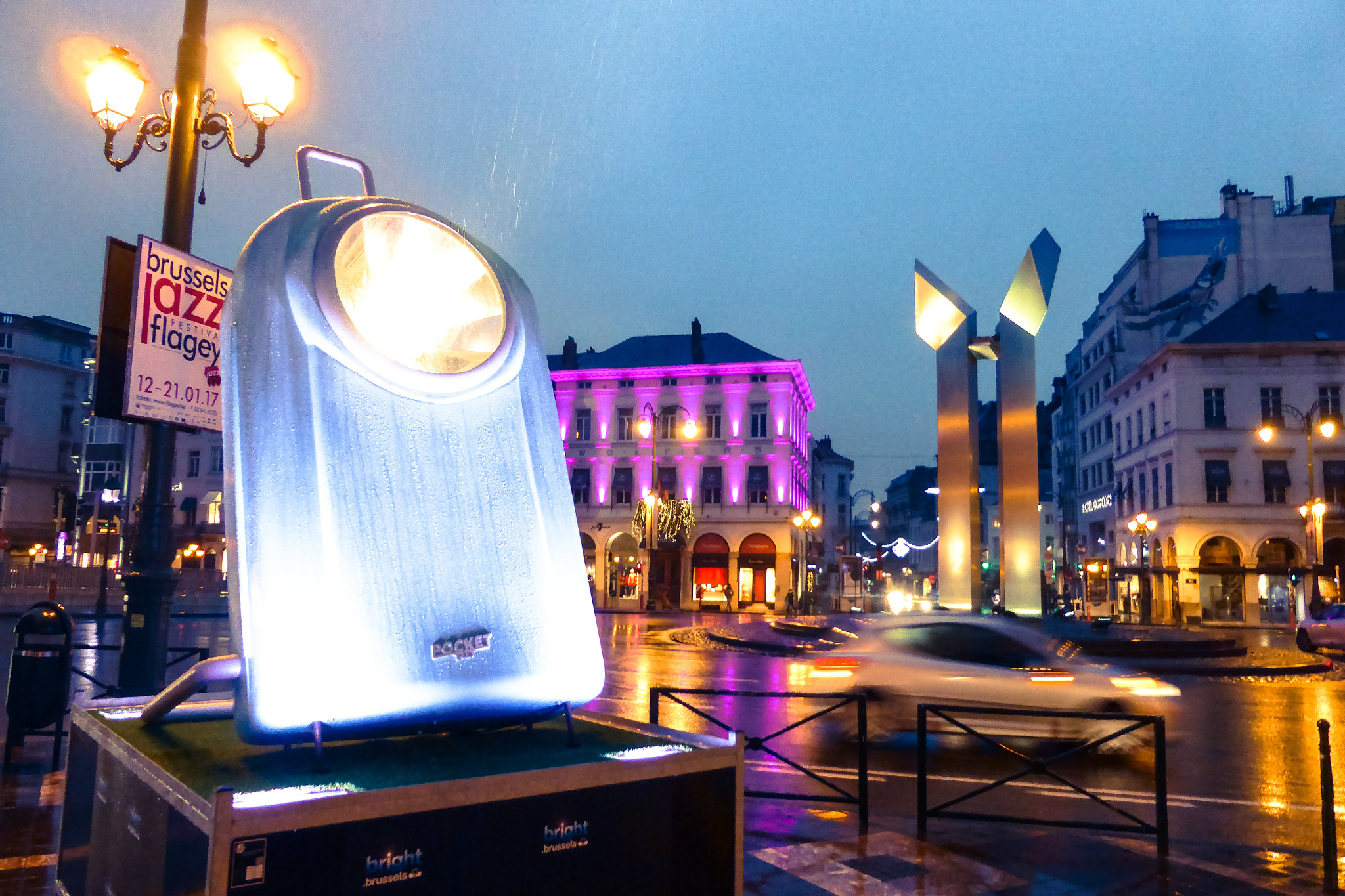
Bright Brussels 2017

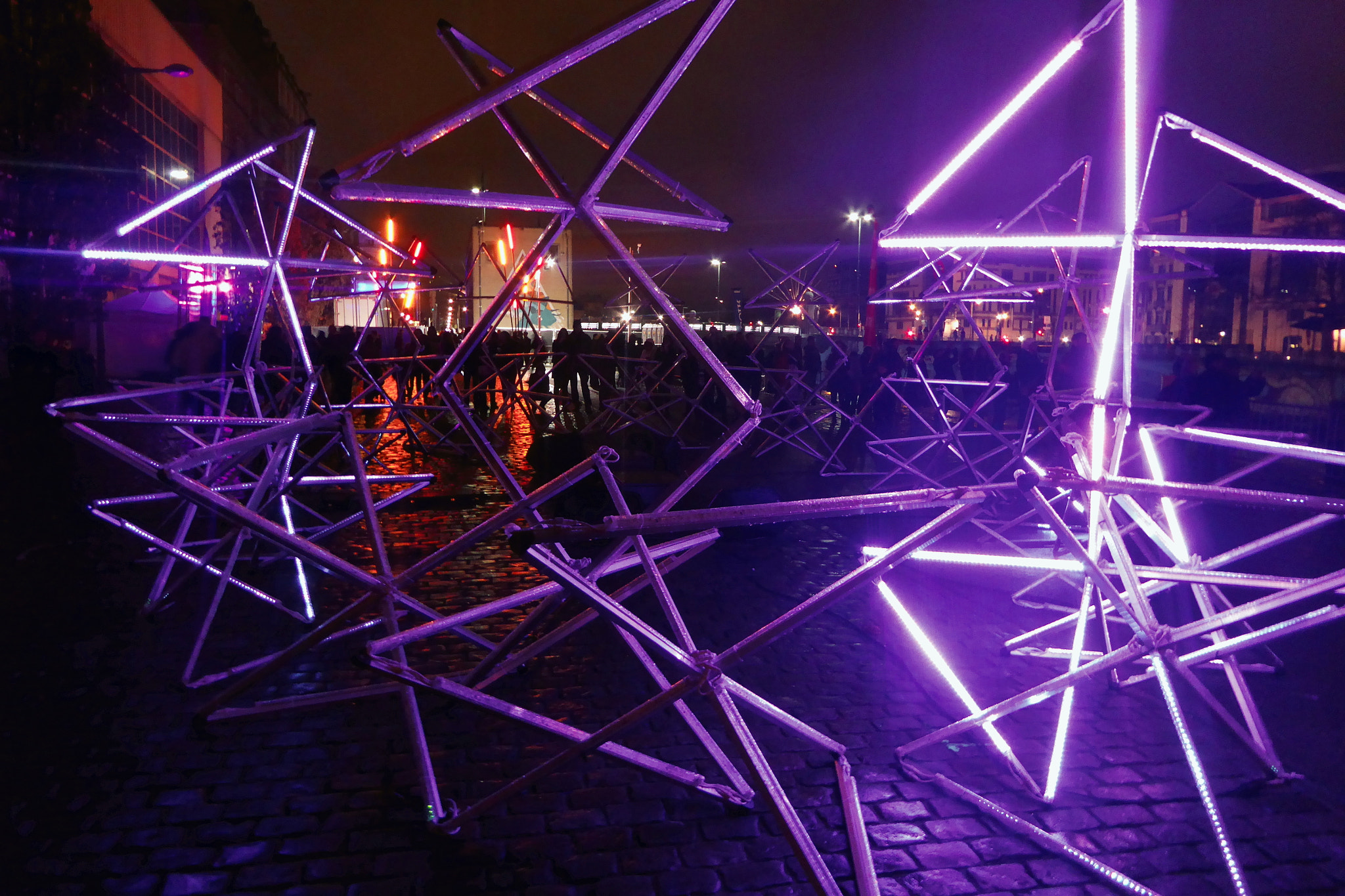
Bright Brussels 2017

Naar aanleiding van de aanslagen in maart 2016 kwam Brussel onder druk te staan. Brussel investeerde met Bright Brussels in het imago van het gewest door de openbare ruimte te doen leven. "Bright Brussels Festival" was de afsluiter van "Bright Brussels Winter" dat sinds december de omgeving van de Kleine Brusselse Ring in de kijker zette. De lichtkunstwerken waren te zien op twaalf verschillende plaatsen waaronder het Stefaniaplein, het Poelaertplein, het Rogierplein, het Luxemburgplein en de Vlaamsepoort. Langs de oevers van het kanaal Brussel-Charleroi en de Akenkaai stonden ook verschillende lichtinstallaties in laatste week van het festival.
Bright Brussels vond tijdens deze editie plaats van 2 december 2016 tot en met 5 februari 2017. Deze editie trok 30.000 bezoekers.

### 2018
Het lichtfestival Bright Brussels lichtte vier nachten lang de Brusselse wijken op. Het parcours liep van de Kaaiwijk tot het Sint-Katelijneplein, over het Begijnhof en de Nieuwe Graanmarkt. Op de Handelskaai konden bezoekers het zogenaamd poollicht waarnemen. De belichte locaties waren volgens Brussels minister-president Rudi Vervoort nog te weinig bekend bij het grote publiek.
Bright Brussels Festival of Lights 2018 vond plaats van 22 februari tot 25 februari. De editie van 2018 trok 120.000 bezoekers.

### 2019
Op een parcours tussen verschillende stadswijken in Brussel stonden lichtinstallaties en lichtkunstwerken opgesteld. Van het Begijnhof tot de Dansaertwijk en van het Sainctelettesquare tot het Sint-Katelijneplein liep het parcours van Bright Brussels 2019. De bezoekers liepen er langs de verlichte gebouwen in het centrum van Brussel en langs het kanaal Brussel-Charleroi. De meeste lichtinstallaties bevonden zich buiten in de hoofdstad maar er waren ook lichtinstallaties binnenin gebouwen. In de Sint-Gorikshallen en kunstencentrum Kanal op de Akenkaai bevonden zich de indoor installaties. Zowel Belgische als internationale artiesten werkten mee aan de lichtkunstwerken. Tijdens het vrij toegankelijke festival waren er rondleidingen in het Nederlands, Engels en Frans.
Deze editie van Bright Brussels in 2019 trok meer dan 180.000 bezoekers naar de Belgische hoofdstad. Het festival vond plaats van 14 februari tot en met 17 februari. Voor deze editie werd één miljoen euro uitgetrokken.

### 2020
Data: 13 tot en met 16 februari (4 avonden) 
Wijken: Hallepoort, Marollen, Zavel, Koningswijk 
Installaties: 17 
Bezoekers: 388.000 

### 2021
Data: 28 oktober tot en met 6 november (10 avonden) 
Wijken: Koningswijk, Europese Wijk
Installaties: 16 
Bezoekers: 600.000 

### 2022
Data: 10 tot en met 13 februari (4 avonden) 
Wijken: Koningswijk, Europese Wijk, Flagey
Installaties: 20
Bezoekers: 300.000

### 2023
Data: 16 tot en met 19 februari (4 avonden) 
Wijken: Koningswijk, Europese Wijk, Schaarbeek
Installaties: 20
Bezoekers: 400.000

### 2024
Data: 15 tot en met 18 februari (4 avonden) 
Wijken: Koningswijk, Europese Wijk
Installaties: 30
Bezoekers: 500.000